# West Pennant
West Pennant är en del av en befolkad plats i Australien. Den är belägen i regionen The Hills Shire och delstaten New South Wales, i den sydöstra delen av landet, omkring 20 kilometer nordväst om delstatshuvudstaden Sydney. Antalet invånare är 15 967.
Runt West Pennant är det mycket tätbefolkat, med 1 056 invånare per kvadratkilometer.. Närmaste större samhälle är Blacktown, omkring 12 kilometer väster om West Pennant. 
Runt West Pennant är det i huvudsak tätbebyggt. Genomsnittlig årsnederbörd är 1 380 millimeter. Den regnigaste månaden är februari, med i genomsnitt 200 mm nederbörd, och den torraste är juli, med 36 mm nederbörd.